# Susana Herrera
Susana Herrera Jordán (Barcelona, 25 de octubre de 1963-Andorra, 2 de noviembre de 2019) fue una deportista española que compitió en esquí alpino adaptado. Ganó dos medallas en los Juegos Paralímpicos de Innsbruck 1988, oro en la prueba de descenso (B1) y bronce en eslalon gigante (B1).

## Biografía
Compitió en esquí y estuvo en activo durante 23 años. A consecuencia de un descenso súbito de los niveles de calcio sufrió dos paradas cardiacas que la mantuvieron diecisiete días en coma a consecuencia de lo cual le quedaron graves secuelas como la pérdida de la visión, el habla y una lesión cerebral grave que le ocasionó una hemiplejia.
Como terapia se inscribió en los programas de natación de la Organización Nacional de Ciegos Españoles (ONCE) donde contactó con el equipo paralímpico español. La deportista compitió con el equipo de esquí alpino adaptado, donde ganó una medalla de oro y otra de bronce en los Juegos Paralímpicos de Invierno de Insbruck (Austria) en 1988. Compitió además en esquí náutico adaptado, competición donde se alzó como campeona del Mundo y de Europa.
Tras su retiro, a la edad de treinta años, trasladó su residencia a Andorra donde colaboró en la integración de personas con discapacidad en la práctica deportiva. Motivo por el cual creó y fundado en 1998 del proyecto de la Federación Andorrana d' Esports per a Minusválids (FEDEM), conocida como también como la Federación Andorrana d' Esports Adaptats (FADEA).
La deportista barcelonesa falleció el 2 de noviembre de 2019 a los cincuenta y seis años a consecuencia de un cáncer de pulmón.

## Palmarés internacional
| Juegos Paralímpicos | Juegos Paralímpicos | Juegos Paralímpicos | Juegos Paralímpicos |
| Año                 | Lugar               | Medalla             | Prueba              |
| ------------------- | ------------------- | ------------------- | ------------------- |
| 1988                | Innsbruck (Austria) | Medalla de oro      | Descenso B1         |
| 1988                | Innsbruck (Austria) | Medalla de bronce   | Eslalon gigante B1  |